# Roanoke Dazzle 2003-2004
La stagione 2003-04 dei Roanoke Dazzle fu la 3ª nella NBA D-League per la franchigia.
I Roanoke Dazzle arrivarono quinti nella NBA D-League con un record di 20-26, non qualificandosi per i play-off.

## Roster
| N° | Naz.                   | Ruolo | Sportivo             | Anno | Alt. | Peso |
| -- | ---------------------- | ----- | -------------------- | ---- | ---- | ---- |
|    | Stati Uniti (bandiera) | G     | Marque Perry         | 1981 | 185  | 84   |
|    | Stati Uniti (bandiera) | AC    | Josh Asselin         | 1978 | 211  | 113  |
|    | Stati Uniti (bandiera) | A     | George Williams      | 1981 | 203  | 100  |
|    | Stati Uniti (bandiera) | A     | Terrence Shannon     | 1979 | 201  | 84   |
|    | Stati Uniti (bandiera) | G     | Mike King            | 1978 | 193  | 82   |
|    | Stati Uniti (bandiera) | G     | Curtis Staples       | 1976 | 191  | 90   |
|    | Stati Uniti (bandiera) | AC    | Geoff Owens          | 1978 | 208  | 109  |
|    | Stati Uniti (bandiera) | C     | Mikki Moore          | 1975 | 211  | 102  |
|    | Stati Uniti (bandiera) | C     | Kevin Owens          | 1980 | 208  | 104  |
|    | Stati Uniti (bandiera) | G     | Matt Carroll         | 1980 | 198  | 96   |
|    | Stati Uniti (bandiera) | C     | Darrell Johns        | 1976 | 216  | 129  |
|    | Danimarca (bandiera)   | C     | Chris Christoffersen | 1979 | 218  | 136  |
|    | Stati Uniti (bandiera) | G     | Justin Hamilton      | 1980 | 191  | 94   |
|    | Stati Uniti (bandiera) | G     | Reggie Elliott       | 1973 | 196  | 86   |
|    | Stati Uniti (bandiera) | G     | Donald Hand          | 1979 | 180  | 86   |
|    | Stati Uniti (bandiera) | C     | Marc Mazur           | 1979 | 208  | 120  |
|    | Stati Uniti (bandiera) | G     | Victor Williams      | 1979 | 178  | 85   |

## Staff tecnico
- Allenatore: Kent Davison
- Vice-allenatore: Mike Brown